# Amphiporeia gigantea
Amphiporeia gigantea är en kräftdjursart som beskrevs av Edward Lloyd Bousfield 1973. Amphiporeia gigantea ingår i släktet Amphiporeia och familjen Pontoporeiidae. Inga underarter finns listade i Catalogue of Life.